# Rod Ansell
Rodney William Ansell, född 1 oktober 1954, död 3 augusti 1999, var en australiensisk man från "bushen". Ansell blev berömd 1977 efter att han hade överlevt 56 dagar efter en båtolycka i en avlägsen del av Northern Territory och historien om ur han klarade sig blev nyhetsrubriker runt om i världen. Han dog i en beskjutning av polisen.
Han fungerade som inspiration för Paul Hogans karaktär i filmen  Crocodile Dundee  (1986).